# Online-Office
Ein Online-Office (Cloud-Office, Online-Produktivitätssuite oder Cloud-Produktivitätssuite) ist ein Office-Paket als Webanwendung, bei denen Office-Dokumente im Webbrowser bearbeitet werden können, ohne dass der Anwender eine Anwendungssoftware dazu installieren muss. Die Dateien liegen dabei meistens auf einem Server und werden im Internet bearbeitet.
Die webbasierten Anwendungen zeichnen sich üblicherweise dadurch aus, dass deren Grafische Benutzeroberfläche, Bedienung und Speicherungsformate möglichst eng mit den etablierten Office-Programmpaketen kompatibel bleiben wollen. Viele Entwickler bieten mittlerweile die ganze übliche Palette einer Office-Suite an, manche entwickeln darüber hinaus noch weitere Anwendungen.
Eine der ersten Lösungen war SUN ONE Webtop.

## Techniken
Dabei ist den einzelnen technischen Lösungen, im Gegensatz zu älteren Modellen, gemein, dass sie die nötigen Berechnungen größtenteils clientseitig, also mit Steuerbefehlen direkt im Browser durchführen, wie das mit Ajax-Scripten und Java-Applets der Fall ist, und nur bei Bedarf Daten vom Server nachladen. Dadurch, dass die Parameter intern im Browser übergeben werden, hat man den Eindruck einer Desktopapplikation. Online-Office-Applikationen werden üblicherweise wie Webseiten aufgerufen und im Browser ausgeführt. Für das Speichern der Dateien bietet der Provider normalerweise Webspace an, man kann die Dokumente aber auch auf der eigenen Festplatte ablegen.

## Bedeutung
Viele große Hersteller gehen offenbar davon aus, dass Office-Webapplikationen einen großen Anteil des Marktes erobern können, und entwickeln daher gezielt diese Webapplikationen oder kaufen sich entsprechende Start-Ups zu (so wurden unter anderem Writely und jotSpot 2006 von Google aufgekauft, die flash-basierte Textverarbeitung Buzzword im Oktober 2007 von Adobe).

## Anwendungen

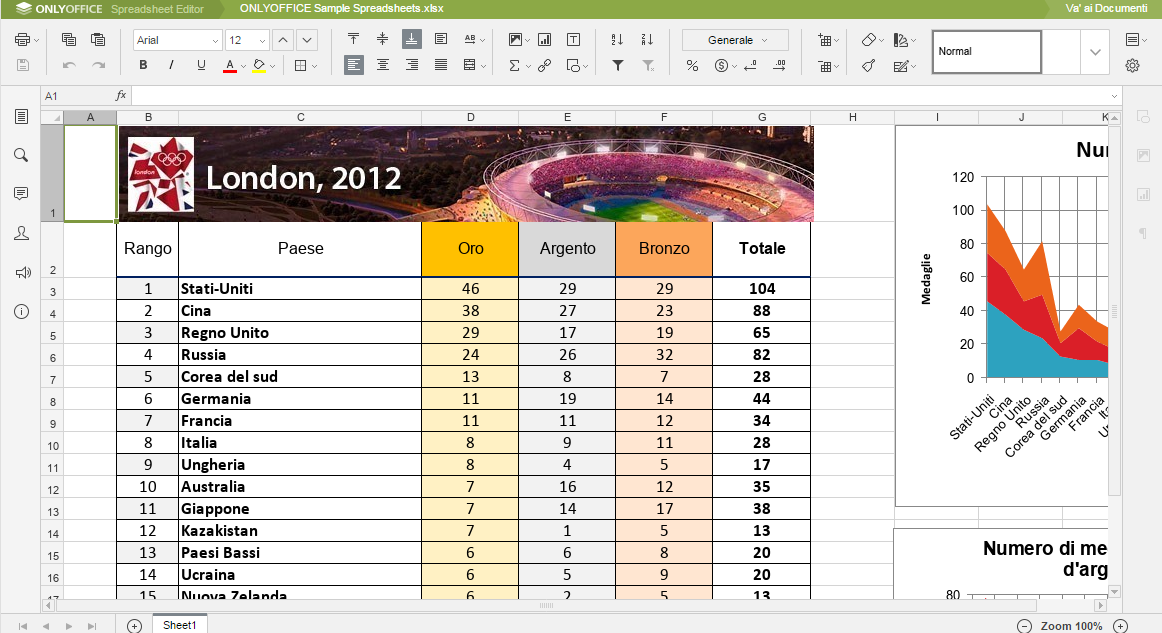
Tabelle in OnlyOffice

- Adobe Buzzword (Textverarbeitung).[3]
- Apple iWork.com
- Collabora Online
- CryptPad (Open Source)[4][5]
- EtherPad (Texteditor) und EtherCalc (Tabellenkalkulation) (Open Source).[6]
- Feng Office (Open Source)
- Google Docs, Sheets, Slides und Forms bietet Textverarbeitung, Tabellenkalkulation und Präsentationssoftware für Dokumente aus Google Drive.
- IBM Docs
- IceWarp
- LibreOffice Online
- Microsoft Office Online
- Open-Xchange OX AppSuite: Textverarbeitung OX Text und Tabellenkalkulation OX Spreadsheet (Open Source).
- OnlyOffice
- OwnCloud Documents, Nextcloud Documents (Textverarbeitung), basierend auf WebODF-Technologie (Open Source).[7]
- ThinkFree Office.[8]
- Zoho Office.[9]